# Jean Cau (remero)
Jeanbaptiste Albert Joseph Cau –conocido como Jean Cau– (27 de marzo de 1875-1921) fue un deportista francés que compitió en remo. Participó en los Juegos Olímpicos de París 1900, obteniendo una medalla de oro en la prueba de cuatro con timonel.

## Palmarés internacional
| Juegos Olímpicos | Juegos Olímpicos | Juegos Olímpicos | Juegos Olímpicos   |
| Año              | Lugar            | Medalla          | Prueba             |
| ---------------- | ---------------- | ---------------- | ------------------ |
| 1900             | París (Francia)  | Medalla de oro   | Cuatro con timonel |